# Paratriaenops auritus
Paratriaenops auritus és una espècie de ratpenat de la família dels rinonictèrids. Viu de forma endèmica a Madagascar. El seu hàbitat natural són les coves quan descansen. No hi ha cap amenaça significativa per a la supervivència d'aquesta espècie, tot i que està afectada per la pèrdua de l'hàbitat per a l'agricultura.